# Дићи
Дићи су насеље у Србији у општини Љиг у Колубарском округу. Према попису из 2022. било је 109 становника.
Овде се налазе Остаци средњовековне цркве и гробља у Дићима.

## Демографија
У насељу Дићи живи 135 пунолетних становника, а просечна старост становништва износи 45,7 година (42,9 код мушкараца и 48,5 код жена). У насељу има 52 домаћинства, а просечан број чланова по домаћинству је 3,00.
Ово насеље је великим делом насељено Србима (према попису из 2002. године), а у последња три пописа, примећен је пад у броју становника.
|  |

| Демографија | Демографија | Демографија |
| Година      | Становника  | Становника  |
| ----------- | ----------- | ----------- |
| 1948.       | 360         |             |
| 1953.       | 349         |             |
| 1961.       | 311         |             |
| 1971.       | 263         |             |
| 1981.       | 223         |             |
| 1991.       | 208         | 200         |
| 2002.       | 156         | 156         |

| Етнички састав према попису из 2002.‍ | Етнички састав према попису из 2002.‍ | Етнички састав према попису из 2002.‍ | Етнички састав према попису из 2002.‍ | Етнички састав према попису из 2002.‍ |
| ------------------------------------ | ------------------------------------ | ------------------------------------ | ------------------------------------ | ------------------------------------ |
|                                      |                                      |                                      |                                      |                                      |
| Срби                                 | Срби                                 |                                      | 155                                  | 99,35%                               |
| непознато                            | непознато                            |                                      | 1                                    | 0,64%                                |

| Година пописа     | 1948. | 1953. | 1961. | 1971. | 1981. | 1991. | 2002. |
| ----------------- | ----- | ----- | ----- | ----- | ----- | ----- | ----- |
| Број домаћинстава | 73    | 73    | 76    | 82    | 67    | 67    | 52    |

| Број чланова      | 1  | 2  | 3 | 4 | 5 | 6 | 7 | 8 | 9 | 10 и више | Просек |
| ----------------- | -- | -- | - | - | - | - | - | - | - | --------- | ------ |
| Број домаћинстава | 12 | 18 | 5 | 3 | 6 | 6 | 1 | 1 | 0 | 0         | 3,00   |

| Пол    | Укупно | Неожењен/Неудата | Ожењен/Удата | Удовац/Удовица | Разведен/Разведена | Непознато |
| ------ | ------ | ---------------- | ------------ | -------------- | ------------------ | --------- |
| Мушки  | 68     | 21               | 42           | 4              | 1                  | 0         |
| Женски | 71     | 14               | 39           | 17             | 1                  | 0         |
| УКУПНО | 139    | 35               | 81           | 21             | 2                  | 0         |

| Пол    | Укупно                    | Пољопривреда, лов и шумарство | Рибарство                            | Вађење руде и камена | Прерађивачка индустрија       |
| ------ | ------------------------- | ----------------------------- | ------------------------------------ | -------------------- | ----------------------------- |
| Мушки  | 56                        | 39                            | 0                                    | 3                    | 6                             |
| Женски | 37                        | 31                            | 0                                    | 0                    | 1                             |
| УКУПНО | 93                        | 70                            | 0                                    | 3                    | 7                             |
| Пол    | Производња и снабдевање   | Грађевинарство                | Трговина                             | Хотели и ресторани   | Саобраћај, складиштење и везе |
| Мушки  | 1                         | 2                             | 1                                    | 1                    | 0                             |
| Женски | 0                         | 0                             | 1                                    | 1                    | 0                             |
| УКУПНО | 1                         | 2                             | 2                                    | 2                    | 0                             |
| Пол    | Финансијско посредовање   | Некретнине                    | Државна управа и одбрана             | Образовање           | Здравствени и социјални рад   |
| Мушки  | 0                         | 0                             | 2                                    | 0                    | 0                             |
| Женски | 0                         | 1                             | 1                                    | 1                    | 0                             |
| УКУПНО | 0                         | 1                             | 3                                    | 1                    | 0                             |
| Пол    | Остале услужне активности | Приватна домаћинства          | Екстериторијалне организације и тела | Непознато            | Непознато                     |
| Мушки  | 0                         | 0                             | 0                                    | 1                    | 1                             |
| Женски | 0                         | 0                             | 0                                    | 0                    | 0                             |
| УКУПНО | 0                         | 0                             | 0                                    | 1                    | 1                             |